# لای-فای

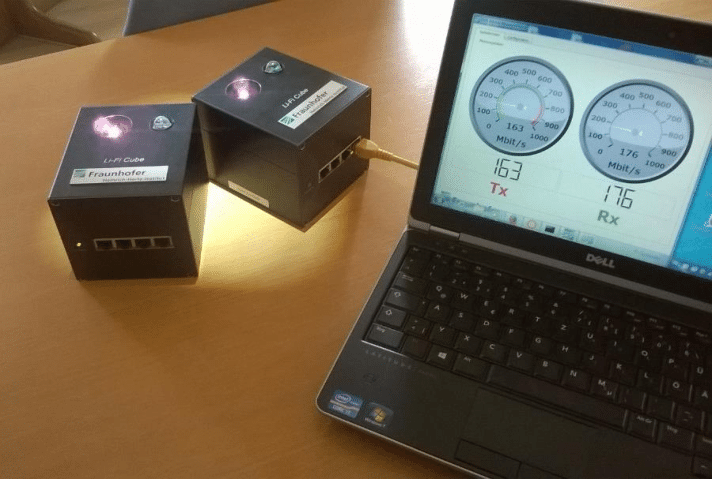
دستگاه هماندهی با نور

هماندهی با نور (به انگلیسی: Light Fidelity، Li-Fi لای-فای) بزرگ‌ترین طرفدار این تکنولوژی هارالد هاس (Harold Haas) از kon ادینبرگ است که شرکت pureLiFi را تأسیس کرده و تلاش دارد تکنولوژی مذکور را به جهان واقعی بیاورد. لای فای یک فناوری ارتباطی بی‌سیم دوسویه پرسرعت، مانند وای-فای است. لای‌فای زیرمجموعه‌ای از ارتباطات بی‌سیم نوری(OWC) است و می‌تواند مکملی برای ارتباطات فرکانس رادیویی (وای-فای و شبکه‌های سلولی) یا جایگزینی برای فناوری‌های همه‌فرستی باشد. در فناوری وای-فای از امواج رادیویی استفاده می‌شود، اما در لای-فای برای انتقال اطلاعات از طیف نور مرئی، فروسرخ و نزدیک به فرابنفش استفاده می‌شود. این فناوری بخشی از فناوری‌های ارتباطات نور مرئی است که توانایی حمل حجم بسیار بیشتری از اطلاعات را دارد و به عنوان راه حلی برای غلبه بر محدودیت‌های پهنای باند فرکانس رادیویی پیشنهاد شد.
اطلاعات دودویی با رشته‌ای از صفرها و یک‌ها ساخته می‌شوند. هر منبعی نوری، می‌تواند رشته‌های این چنینی را به صورت رشته‌ای از خاموش‌ها و روشن‌ها منتقل نماید برای استفاده از لای-فای به تجهیزات نوری گران‌قیمت نیازی نیست و لامپ‌های ال ای دی می‌توانند برای جابجایی اطلاعات استفاده شوند. بالاترین سرعتی که فناوری لای-فای ثبت کرده‌است میزان ۱۰ گیگابیت بر ثانیه است. تکنولوژی لای-فای که به صورت تجاری در چین وجود دارد سرعت ۱۵۰ مگابیت بر ثانیه را ارائه داده‌است که ۱۰ برابر سریع تر از میانگین سرعت اتصال‌های وایرلس در کشوری مثل بریتانیا است. از فناوری لای-فای می‌توان برای اتصال رایانه‌ها و روترها بهره برد اما اتصال گوشی‌های هوشمند و تبلت‌ها به لای-فای ساده نمی‌باشد.

## جزئیات فناوری
این فناوری OWC از دیودهای نوری(LED) به عنوان رسانه‌ای برای انتقال اطلاعات بهره می‌برد تا یک شبکه ارتباطی پرسرعت را به شکلی شبیه به وای-فای عرضه کند. برآورد می‌شود که بازار لای-فای از سال ۲۰۱۳ تا ۲۰۱۸ نرخ رشد سالانه مرکبی برابر با ۸۲٪ داشته باشد و تا سال ۲۰۱۸ به ارزشی برابر با ۶ میلیارد دلار در سال برسد.
فناوری‌های نور مرئی از روشن و خاموش کردن یک لامپ در بازه‌های زمانی بسیار کوتاه در مقیاس نانوثانیه استفاده می‌کنند که بسیار سریعتر از آن است که چشم انسان بتواند متوجه آن شود. اگرچه لامپ‌های لای-فای را باید برای ایجاد ارتباط روشن نمود، اما این امکان وجود دارد که به اندازه‌ای نور آنها کم شود که توسط چشم انسان قابل رویت نباشد اما همچنان کار کنند. امواج نور مرئی نمی‌توانند از دیوار عبور کنند و به همین دلیل برد ارتباطی این فناوری بسیار کوچکتر از وای-فای است که البته به همین دلیل، نسبت به وای-فای، امنیت بالاتری در مقابله با نفوذگران دارد.
فناوری‌های لای-فای نیازی به قرارگرفتن در مسیر مستقیم خط دید ندارند و نور منعکس شده از دیوارها نیز می‌تواند به پهنای باند ۷۰ مگابیت در ثانیه برسد.
یکی از مزایای لای-فای در این است که می‌توان از آن در مکان‌های حساس به امواج الکترومغناطیسی مانند کابین هواپیما و بیمارستانها، بدون ایجاد تداخل الکترومغناطیسی، استفاده نمود. وای-فای و لای-فای هر دو برای ارتباط از امواج طیف الکترومغناطیسی استفاده می‌کنند، اما وای-فای از فرکانس‌های رادیویی و لای-فای از فرکانس‌های نور مرئی استفاده می‌کنند. در حالیکه بنا به هشدار کمیسیون ارتباطات فدرال آمریکا، به دلیل پر شدن ظرفیت وای-فای، بحران طیف وای-فای در راه است، لای-فای تقریباً هیچ محدودیتی در ظرفیتش ندارد. ظرفیت نور مرئی در حدود ۱۰۰۰۰ مرتبه از ظرفیت کل طیف امواج رادیوی بیشتر است. پژوهشگران به نرخ‌های انتقال دادهای در حدود ۱۰ گیگابیت در ثانیه دست یافته‌اند که بسیار سریعتر از یک ارتباط پهن‌باند معمول در سال ۲۰۱۳ به‌شمار می‌رود. انتظار می‌رود که لای-فای ده برابر ارزانتر از وای-فای باشد مشکلات لای-فای، برد کوتاه آن و همچنین قابلیت اطمینان پایین و هزینه نصب بالای آن است.
شرکت PureLifi در سال ۲۰۱۴ نخستین محصولات تجاری لای-فای با نام Li-1st را در همایش جهانی گوشی همراه در بارسلون به نمایش گذارد.

## مزایا و معایب فناوری لای-فای
لای فای از دو قسمت تشکیل شده است، یک قسمت ارسال کننده (LED) و یک قسمت دریافت کننده (سیلیکون فتودیود). LED به سرعت روشن و خاموش می‌شود که برای انتقال داده به صورت کد باینری، روش عالی ای محسوب می‌شود. روشن کردن یک LED به معنای 1 است و خاموش کردن آن به معنای 0 است. با استفاده از یک کنترلر، دیتاها و اطلاعاتی را که می‌خواهیم منتقل کنیم، با استفاده از کد باینری 0 و 1 ،برای LED ها کدگذاری می‌کنیم.
مزایای لای-فای
سرعت: Lifi می‌تواند سرعتی تا 100 گیگابیت بر ثانیه را فراهم کند.
امنیت: نور نمی‌تواند از دیوارها عبور کند، بنابراین اطلاعات نمی‌توانند توسط افراد غیرمجاز هک شوند و این یک لایه دیگر از امنیت را فراهم می‌کند.
آسیب کم: بر خلاف موج‌های رادیویی، اشعه نور برای انسان‌ها آسیب کمتری دارد.
بدون تداخل: پهنای باند طیف نوری، ۱۰۰۰ برابر طیف رادیویی است و بنابراین این طیف بدون ترافیک و بدون تداخل الکترومغناطیسی است.
بازدهی بیشتر: این تکنولوژی با استفاده از LED برای انتقال اطلاعات مصرف انرژی کل را کاهش می دهد.
معایب لای-فای
نور نمی‌تواند از داخل اشیا عبور کند.
چالش مهمی که در برابر فناوری LiFi وجود دارد، این است که دستگاه دریافت کننده چگونه به فرستنده اطلاعات را برمیگرداند.
هزینه نصب سیستم‌های VLC بالا است.
منابع نور خارجی مثل خورشید و لامپ می‌توانند روی عملکرد دستگاه‌های Lifi تداخل ایجاد کنند.
از دیگر معایب آن می توان به برد محدود: از آنجایی که این فناوری به منابع نور متکی است، اتصال شما به فضاهای بسته محدود می‌شود. مؤسسات و مشاغل بزرگ ممکن است در استفاده از این فناوری مشکل داشته باشند.
سازگاری محدود: این یک فناوری جدیدتر است، به این معنی که دستگاه‌های کمتری برای رمزگشایی داده‌های آن مجهز هستند.
سرعت پایین اینترنت از ISPها را حل نمی‌کند: اگر در کندترین طرح ارائه دهنده خود هستید یا سرعت شما کاهش یافته است، Li-Fi این مشکلات را حل نمی‌کند.